# Лінія М3 (Будапештський метрополітен)
Лінія М3 — одна з чотирьох ліній Будапештського метрополітену, найдовша лінія метросистеми. Цілком розташована в Пешті, прямує з півночі на південь вздовж Дунаю, від станції «Кальвін тер» повертає на південний схід і прямує вздовж проспекту Юллеї. Північний край лінії знаходиться у будапештському районі Уйпешт, південна — у районі Кішпешт.

## Опис
Довжина лінії — 17 км, на ній знаходяться 20 станцій, час поїздки — 31 хвилина. Всі станції, крім станції «Кебанья-Кішпешт» підземні, мілкого закладення. Станція «Кебанья-Кішпешт» — наземна.
Перехід на першу і другу лінії здійснюється на найбільшому пересадочному вузлі Будапештського метрополітену — станції «Деак Ференц тер». На станції Кальвін тер можна зробити перехід на четверту лінію. Зі станції «Нюгаті пайаудвар» є вихід на один з трьох основних залізничних вокзалів Будапешту — Західний (Нюгаті). Крім того, пересадку на залізницю можна зробити на станціях «Кебанья-Кішпешт» та «Уйпешт-Варошкапу», суміщених з однойменними залізничними платформами.

## Історія
Першу постанову про будівництво третьої гілки метро видано у 1963, будівництво стартувало у 1970.
У 1976 відкрита перша секція лінії з шести станцій «Деак-Ференц-тер» — «Надьварад-тер».
У 1980 завершена південна гілка лінії відкриттям ділянки з 5 станцій «Надьварад-тер» — «Кебанья-Кішпешт», після чого будівництво продовжилося у північному напрямку.
У 1981 відкрилась ділянка «Деак-Ференц-тер» — «Лехель-тер» (3 станції), трьома роками пізніше «Лехель-тер» — «Арпад-хід» (2 станції), і нарешті в 1990 будівництво лінії завершено відкриттям ділянки «Арпад-хід» — «Уйпешт-Кезпонт» (4 станції).
4 листопада 2017 року ділянка «Лехель-тер» — «Уйпешт-Кезпонт» була закрита на реконструкцію. Ділянка була відкріта 29 березня 2019 року.
6 квітня 2019 року ділянка «Надьварад-тер» — «Кебанья-Кішпешт» була закрита на реконструкцію.

## Галерея

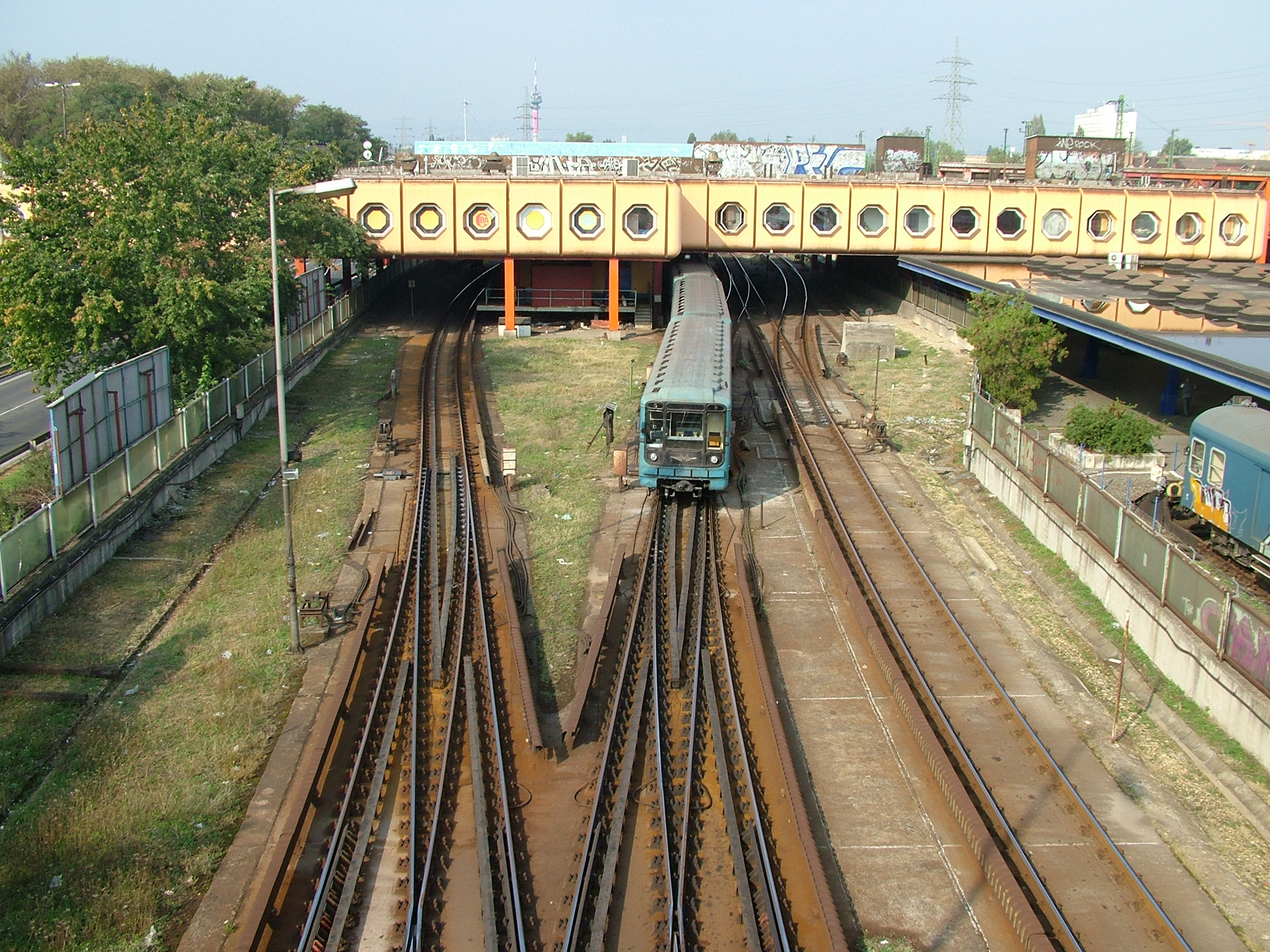
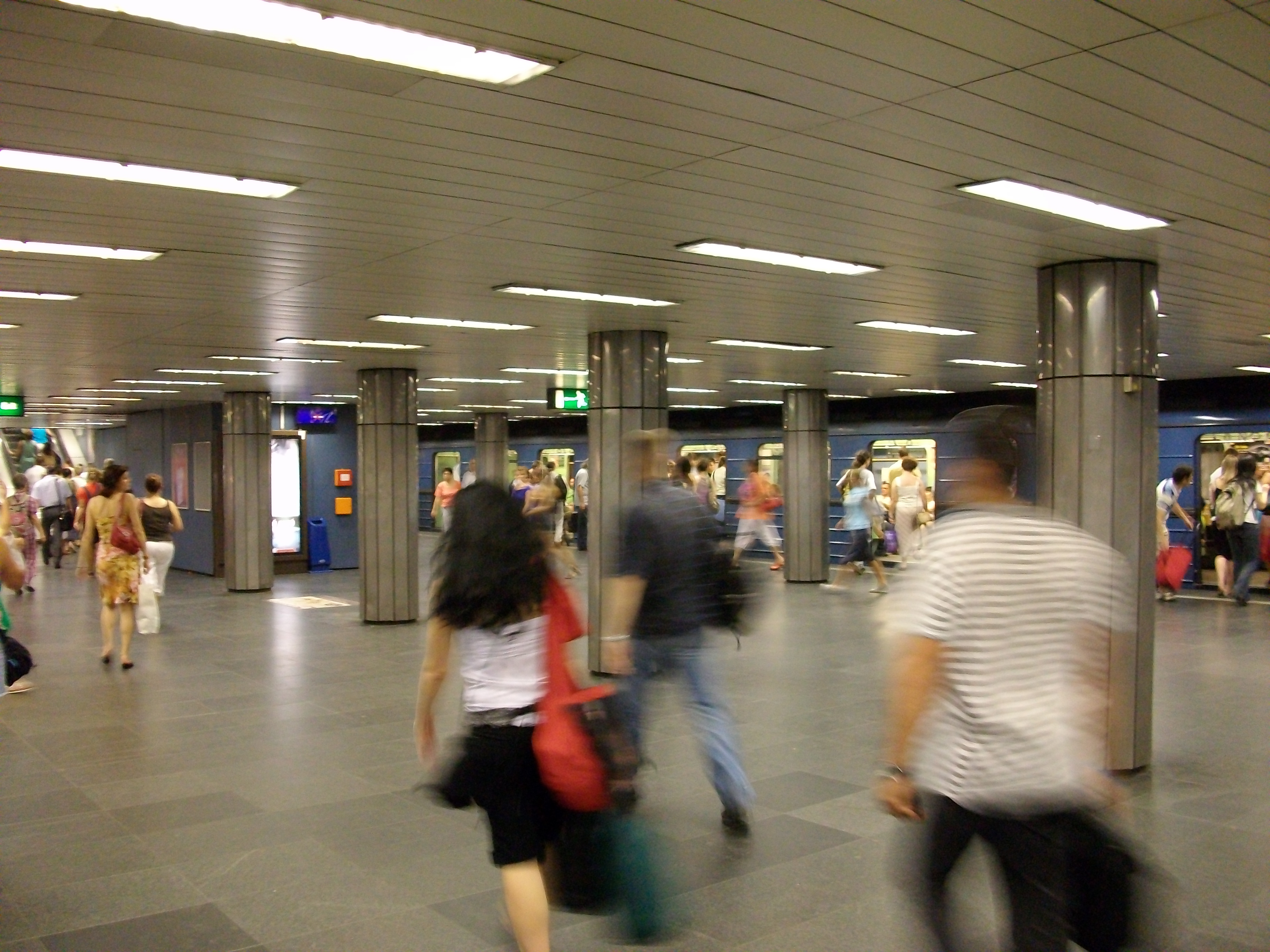
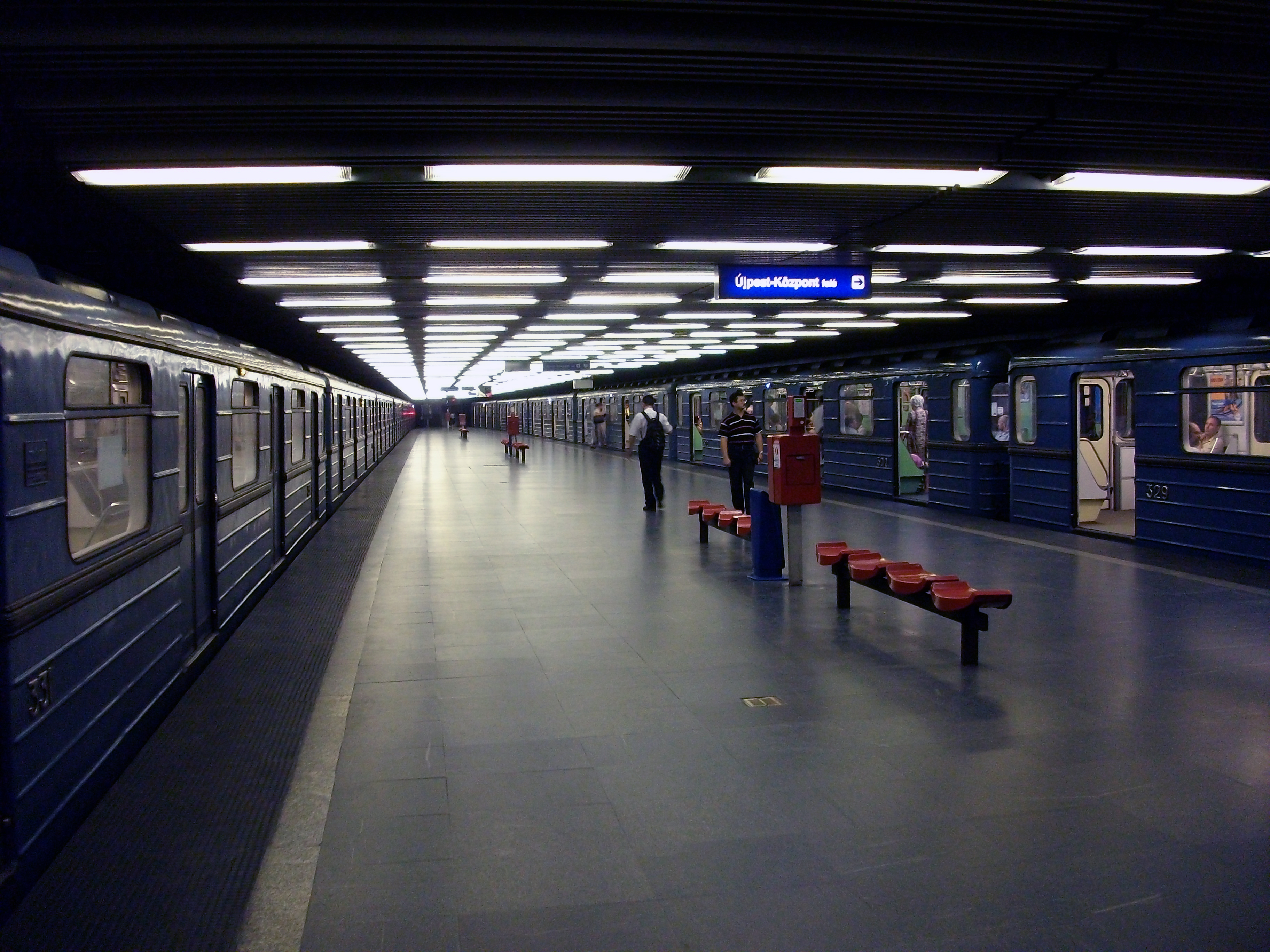
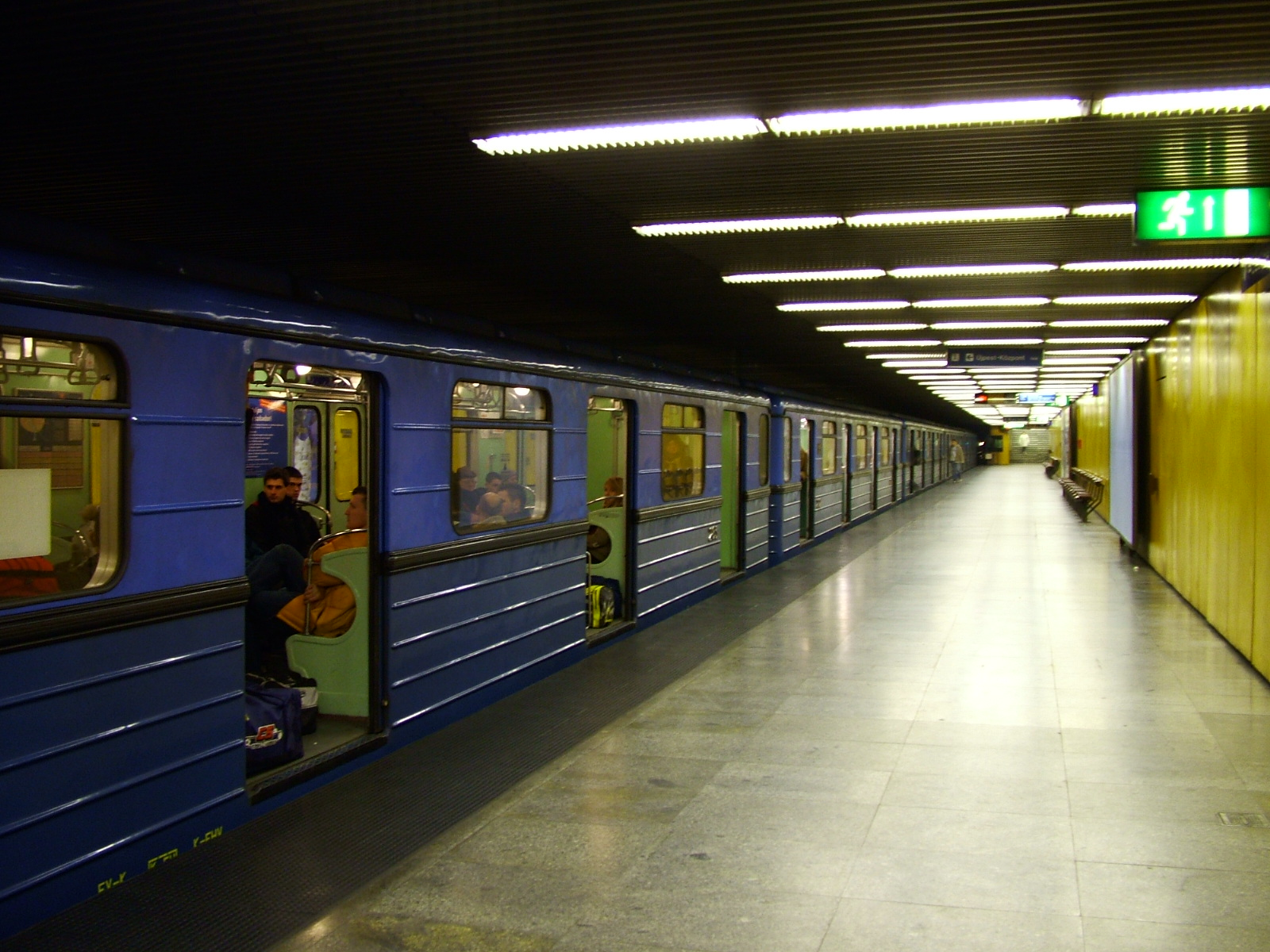